# الحدود الماليزية التايلاندية

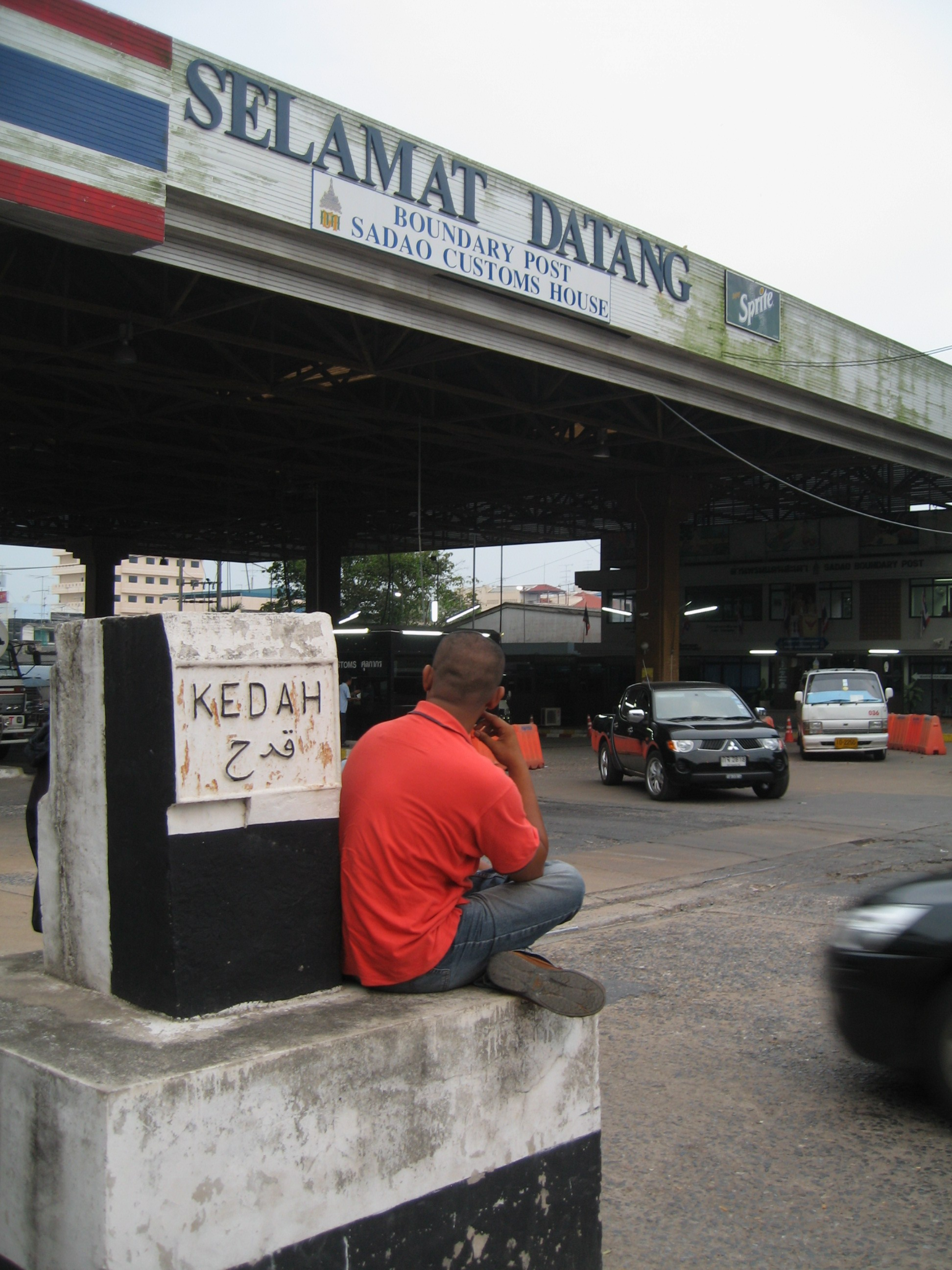
نقطة تفتيش ساداو في دانوك على الحدود بين ماليزيا وتايلاند والتي تم تمييزها بالحجر الحدودي في المقدمة (الصورة مأخوذة من الجانب الماليزي (كيدا) من الحدود).

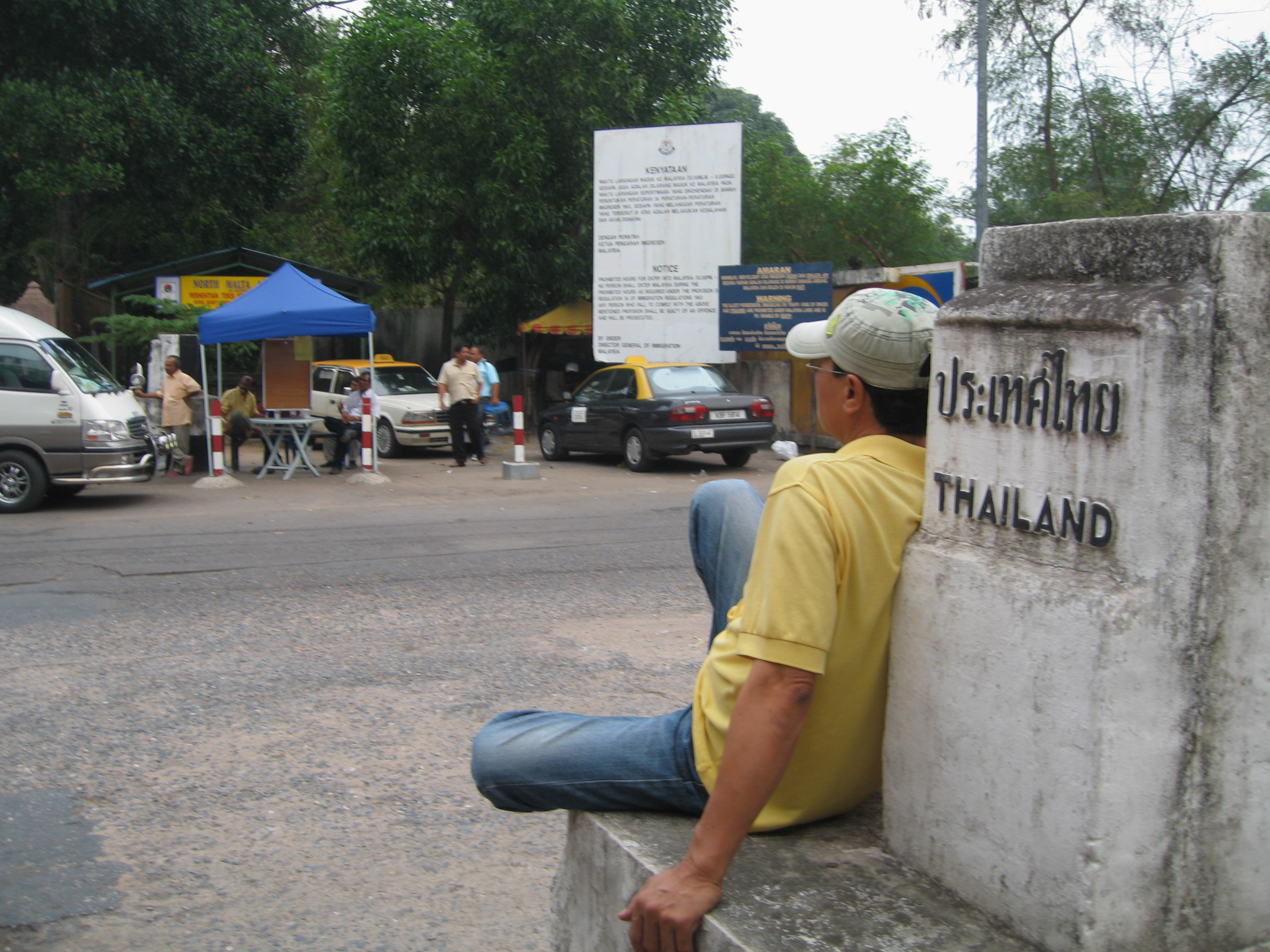
حجر حدودي بين ماليزيا وتايلاند.

تتكون الحدود الماليزية التايلاندية من حدود برية عبر شبه جزيرة ملايو ومن حدود بحرية في مضيق ملقا وخليج تايلاند/ بحر الصين الجنوبي. تقع ماليزيا جنوبي الحدود بينما تقع تايلاند شماله. يشكل نهر غولوك أقصى 95 كيلومترًا شرقي الحدود البرية.
ترتكز الحدود البرية على ما ورد في معاهدة عام 1909 بين تايلاند -التي كانت تعرف آنذاك باسم سيام- والبريطانيين الذين بدأوا في تطبيق نفوذ هذه المعاهدة على الولايات المالاوية الشمالية مثل قدح، وكلنتن، وبرليس، وفيرق، وترغكانو في أوائل القرن العشرين. تاخمت الولايات الحدودية الماليزية الأربع (من الغرب إلى الشرق) برليس، وقدح، وفيرق، وكلنتن -التي كانت في وقت سابق تحت السيطرة السيامية- أربع مقاطعات تايلاندية متاخمة للحدود وهي (من الغرب إلى الشرق) ساتون، وسونغكلا، ويالا، وناراتيوات.
تمتلك ماليزيا وتايلاند مياهًا إقليميةً واتفاقيات حدود الجرف القاري لمضيق ملقا التي وُقع عليها في عامي 1971 و1979 على التوالي. تضمنت اتفاقية عام 1979 أيضًا إندونيسيا لتصبح دولة موقعة باعتبارها حددت أيضًا حدود الجرف القاري المشترك ثلاثي الأطراف للدول الثلاث. بالإضافة إلى ذلك، وضع اتفاق عام 1979 حدود المياه الإقليمية في خليج تايلاند، بينما أنشأت مذكرة تفاهم منفصلة وُقعت في عام 1979 حدود الجرف القاري القصيرة في المنطقة. تخضع الحدود التي تتجاوز تلك المتفق عليها للنزاع بسبب تداخل المطالبات بقاع البحر. أدت المطالبات المتداخلة إلى إنشاء منطقة تنمية مشتركة في عام 1990 إذ اتفقت البلدان على تقاسم الموارد المعدنية ضمن منطقة إسفينية الشكل تبلغ مساحتها 7250 كيلومتر مربع.

## الحدود البرية
تتكون الحدود البرية بين ماليزيا وتايلاند التي يبلغ طولها 658 كيلومترًا من قطاع بطول 552 كيلومترًا على الأرض الممتدة على طول المستجمعات المائية (حدود التصريف) في العديد من السلاسل الجبلية في شمال شبه جزيرة ماليزيا وجنوب تايلاند، و106 كيلومترًا على طول خط قعر نهر غولوك.
تبدأ الحدود (من الغرب إلى الشرق) عند نقطة تقع شمالي مصب نهر برليس على النحو المحدد في جدول المعاهدة الأنجلو سيامية لعام 1909 الذي وضح أن الحد الغربي الأقصى لمعظم الحدود البرية يقع عند «أقصى نقطة باتجاه البحر في الضفة الشمالية لمصب نهر بيرليس».
تنص المعاهدة على امتداد الحدود شمالًا من هذه النقطة باتجاه سلسلة سايون -التي تُعتبر امتدادًا لجبال سي تامارات في تايلاند- حتى 15 ميلًا (24 كم) تقريبًا، قبل التوجه شرقًا على طول مستجمع مياه نهر لام ياي في تايلاند ونهر برليس الماليزي نحو سلسلة جبال قدح- سينغورا، لتمتد بعدها جنوبًا على طول خط القمم وصولًا إلى مستجمع المياه لنهري فيرق وباتاني. تتضمن قمم الجبال على طول هذا القسم من الحدود قمم لاتا بابالانغ.
ثم تستمر الحدود شرقًا عبر الجزء الشمالي من النطاق الرئيسي لشبه الجزيرة الماليزية على طول مستجمعات المياه لنهر فيرق الماليزي ونهر بيرغاو (في كلنتن) من ناحية ونهري باتاني وساي بوري من ناحية أخرى، حتى تصل إلى جيلي هيل. تُعتبر كوبيه هيل من بين قمم الجبال الواقعة على طول هذا الجزء من الحدود، وهي أقصى نقطة في جنوب تايلاند، وأولو تيتي باساه.
مايزال يوجد خلاف قائم بين البلدين في بوكيت جيلي على امتداد 8.5 كم من الحدود.
تتبع الحدود نهر غولوك ابتداءً من بوكيت جيلي وصولًا إلى مصب النهر في كوالا تابار، على مسافة 95 كم. تتبع الحدود الجزء الأعمق من النهر أو ما يُعرف بخط قعر النهر.

### المسح والترسيم
بدأ العمل على مسح وترسيم حدود مستجمعات المياه بين البلدين في 6 يوليو من عام 1973، واكتمل في 26 سبتمبر من عام 1985باستثناء القسم المتنازع عليه والبالغ طوله 8.5 كيلومترًا في جيلي هيل. أما بالنسبة لقسم نهر غولوك، فقد بدأ العمل على مسح الحدود في 1 نوفمبر من عام 2000 واكتمل في 30 سبتمبر من عام 2009.

### الحد الفاصل
بنت كل من ماليزيا وتايلاند في سبعينيات القرن الماضي جدرانًا على طول حدودهما المشتركة، ومعظمها عند حدود برليس/ ساتون وبرليس/ سونغكلا وكذلك قدح/ سونغكلا للحد من التهريب. كانت الجدران خرسانية مسلحة ووُضعت الأسلاك الشائكة أعلى هذه الجدران، بالإضافة إلى وضع سياج من الحديد في امتدادات الجدار الأخرى. أُتشئ شريط من «الأرض المحايدة» بعرض قدره نحو 10 أمتار مع بناء كلا البلدين جدرانهما على أراضيهما، وأصبح هذا الشريط من الأرض ملجًا مناسبًا للمهربين (إذ لم يردع الجدار القيام بعمليات التهريب) وتجار المخدرات.
اتفق البلدان في عام 2001 على بناء جدار واحد فقط على طول الحدود التي ستكون داخل الأراضي التايلاندية. يبلغ ارتفاع الجدار الحدودي الجديد 2.5 متر ويتكون نصفه السفلي من الخرسانة في حين يتكون نصفه العلوي من سياج فولاذي. تمتد الأسلاك الشائكة في القاعدة على طول الجدار. يُعتبر الحد من التهريب والعدوان السبب الرئيسي في بناء الجدار. ومع ذلك، كانت المخاوف الأمنية الناشئة عن تمرد جنوب تايلاند في أواخر تسعينيات القرن الماضي وبداية العقد الأول من القرن الحادي والعشرين بمثابة قوة دافعة لبناء هذا الحد الفاصل.

## نبذة تاريخية
اختلفت الحدود بين تايلاند أو سيام وسلطنات شبه جزيرة الملايو (شبه الجزيرة الماليزية اليوم) عبر التاريخ وفقًا لتأثير المملكة على السلطنة. لطالما تواجدت شعوب الملايو وسلطنات الملايو في الجزء الجنوبي من سيام في كل من قدح (التي كان برليس، وسيتول جزءًا منها) وكلنتن، وفطاني (التي تتكون من مناطق سينجورا، ويالا، وليغور)، وترغكانو التي خضعت للسيطرة السيامية في القرن التاسع عشر. كانت ولايات الملايو الرئيسية في الجنوب -وبالتحديد فيرق وبهانغ- سلطنات مستقلة حتى بدأ البريطانيون في تأكيد نفوذهم عليها في أواخر القرن التاسع عشر. كانت الحدود بين الولايات مبهمة إلى حد كبير وغير محددة بشكل جيد.
حصل البريطانيون في عام 1785 على جزيرة بينانق من سلطان قدح. أصبحت القناة الواصلة بين الجزيرة والبر الرئيسي لشبه الجزيرة الماليزية الحدود بين الأراضي البريطانية وقدح، وبالتالي الأراضي السيامية.
وقعت المملكة المتحدة وسيام في 6 مايو من عام 1869 اتفاقية تُعرف باسم معاهدة بانكوك لعام 1869 إذ تنازلت بموجبها سيام عن قطعة من الأرض في البر الرئيسي المقابل لبينانق لصالح المملكة المتحدة. عُرفت المنطقة لاحقًا باسم مقاطعة ويليسلي (المعروفة اليوم باسم سيبيرانج بيراي). حددت المعاهدة أيضًا الحدود بين الأراضي البريطانية والسيامية، وماتزال هذه الحدود هي الخط الحدودي الفاصل بين بينانق وقدح حتى يومنا هذا، على الرغم من أن كليهما الآن دولتان مؤسستان لماليزيا.
وقعت المملكة المتحدة وسيام في 9 يوليو من عام 1909 اتفاقية أخرى في بانكوك. عُرفت باسم المعاهدة الأنجلو سيامية لعام 1909، تنازلت سيام بموجب الاتفاقية عن ولايات قدح وكلنتن وترغكانو لصالح المملكة المتحدة بينما ظلت ولاية فطاني تحت السيطرة السيامية. حددت المعاهدة في أحد ملاحقها الأربعة الحدود بين الأراضي البريطانية والأراضي السيامية. أصبحت هذه الحدود في نهاية المطاف الحدود الماليزية التايلاندية اليوم.
استعادت تايلاند سيطرتها على قدح وكلنتن وترغكانو خلال الحرب العالمية الثانية عندما سلمها اليابانيون إلى المملكة، وبالتالي نُقلت الحدود بين الولايات الماليزية والسيامية جنوبًا مرة أخرى. أعيدت الولايات إلى البريطانيين في نهاية الحرب.